# ويليام د. توماس
ويليام د. توماس (بالإنجليزية: William D. Thomas)‏ هو سياسي أمريكي، ولد في 22 مارس 1880، وتوفي في 17 مايو 1936. حزبياً، نشط في الحزب الجمهوري. وقد انتخب عضو جمعية ولاية نيويورك وانتخب عضو مجلس النواب الأمريكي.